# Battaglia del Monte di Brianza (1449)
La Seconda Battaglia del Monte di Brianza del dicembre 1449 fu una serie di scontri tra le milizie di Francesco Sforza e quelle al soldo della Repubblica Ambrosiana e della Repubblica di Venezia per il controllo del ponte di Brivio e del Monte di Brianza.

## Storia

### Antefatti
Dopo aver conquistato gran parte del milanese e della Brianza, tagliando per mesi i rifornimenti a Milano, nel settembre 1449 le milizie fedeli a Francesco Sforza cercarono di impossessarsi dei borghi di Porta Orientale, Porta Nuova e Porta Comasina per accrescere la pressione sulla città. Il mancato intervento delle forze veneziane guidate da Bartolomeo Colleoni, tuttavia, condannò l'operazione al fallimento. La Repubblica di Venezia, infatti, temendo il crescente potere dello Sforza e le sue ambizioni, aveva già stipulato segretamente una pace con l'Aurea Repubblica Ambrosiana ed ordinato al Colleoni di ritirare le proprie truppe oltre l'Adda. Il giorno dopo Pasquale Malipiero si presentò per conto dei veneziani al campo dello Sforza mettendolo di fronte al fatto compiuto, adducendo quale scusa il fatto che Venezia non fosse più in grado di sostenere le spese della sua campagna militare contro i milanesi.
Il Consiglio dei Pregadi ordinava allo Sforza di firmare la pace entro venti giorni, terminare la campagna contro Milano, rinunciare alla città di Lodi e tutte le terre comprese tra Ticino, Adda e Po con l'eccezione di Pavia e il suo contado. Avrebbe invece potuto mantenere tutti gli altri territori conquistati durante la campagna. Il veneziano cercò di intimorirlo inventandosi un'inesistente lega tra i maggiori stati italiani per impedirgli di catturare Milano. Lo Sforza inviò a Venezia il fratello Alessandro, Angelo Simonetta e Andrea da Birago per esporre le sue ragioni ma soprattutto per prendere tempo e con l'ordine di non firmare alcuna pace. Il Consiglio dei Pregadi, dopo continue pressioni e la minaccia di arresto, costrinsero gli inviati dello Sforza a firmare la pace.
Lo Sforza, sdegnato verso il fratello per non aver rispettato le sue disposizioni e contro i veneziani per aver estorto la firma con la minaccia, la considerò invalida e riprese le operazioni militari.
Le uniche due vie di rifornimento rimaste a Milano passavano attraverso i ponti di Trezzo e di Brivio, entrambi fortificati e ben protetti da castelli, collegandosi con i territori della bergamasca sotto controllo veneziano. Lo Sforza, con l'aiuto dei fratelli Giovanni, Stefano e Gioffredo Marliani di Melzo e di Roberto Sanseverino, riuscì a corrompere i castellani di Trezzo con la promessa che non avrebbero fatto passare né soldati né rifornimenti, tuttavia i quattro fratelli Villani rinunciarono a cedergli il castello e il ponte per timori di rappresaglia contro la loro famiglia residente a Milano.
Essendo prossimo l'inverno, distribuì le proprie truppe in quartieri invernali nella campagna milanese, presso l'Adda e inviò il fratello Giovanni presso il Monte di Brianza con l'ordine di sorvegliare il ponte di Brivio, per poi ritirarsi a sua volta a Lodi dove aveva raccolto i rifornimenti necessari per affrontare la stagione e la prosecuzione della campagna militare facendoli arrivare dal cremonese, ferrarese e dal mantovano via fiume. Durante la permanenza a Lodi scoprì per mezzo di informatori che i veneziani stavano raccogliendo grandi quantità di viveri a Bergamo al fine di soccorrere Milano. Il 24 ottobre, volendo chiudere le ostilità al confine piemontese, fece sottoscrivere un trattato di pace a Ludovico di Savoia.
I veneziani, lungi dal voler interrompere le operazioni militari a causa dell'inverno ormai prossimo, iniziarono ad apprestare due ponti di barche per attraversare l'Adda (uno a Trezzo e l'altro a Brivio) e inviare rifornimenti a Milano. Fermo da Landriano, castellano della rocca minore di Trezzo, che proteggeva il ponte sulla sponda bergamasca, ne informò lo Sforza dicendo che gli avrebbe ceduto la rocca e lo avrebbe aiutato a catturare i più insigni condottieri dell'esercito veneziano che attraversavano quotidianamente il ponte di Trezzo per supervisionare i lavori. Lo Sforza inviò 100 fanti alla guida del connestabile Marco Leone e del suo staffiere Giovanni Grandi che vennero nascosti nella rocca ma il giorno successivo si presentò il solo Innocenzo Cotta per conto degli ambrosiani. Avuta conferma dal Cotta che i veneziani avrebbero attraversato il fiume a Brivio, lo Sforza ordinò a parte delle sue truppe di convergere verso quella località, altre invece furono mandate a presidiare il ponte di Cassano.

### Battaglia
A dicembre lo Sforza fu informato che le truppe veneziane stavano marciando rapidamente su Brivio con l'intenzione di attraversare l'Adda pertanto si diresse con una marcia notturna verso il Monte Calco, a 3 km dal ponte, giungendo nelle sue vicinanze all'alba. Durante la marcia scorse sul monte numerosi fuochi e, pensando che fossero quelli dei soldati del fratello Giovanni Sforza e di Giovanni Ventimiglia alle prime luci della mattina successiva iniziò a salirvi. Presto però si accorse che il rilievo, insieme al vicino e ben più alto Monte San Genesio e alla strada per Brivio, erano stati occupati dai veneziani guidati da Matteo da Sant'Angelo, capitano della fanteria e i suoi uomini erano stati cacciati o presi prigionieri inoltre la guarnigione di Brivio era stata sconfitta. La situazione era critica perché quella testa di ponte avrebbe permesso ai veneziani di portare i rifornimenti a Milano attraverso le colline della Brianza, aggirando i territori presidiati dagli sforzeschi. Alcuni esploratori informarono lo Sforza che il grosso delle truppe veneziane stava attraversando il ponte di barche e che la fanteria veneziana sul monte Calco stava scendendo per ricongiungersi con loro, pertanto ordinò a Roberto Sanseverino e al senese Onofrio Ruffaldi di prendere sei squadre di cavalleria e parte della fanteria per impedire ad ogni costo alla fanteria veneziana di scendere dal colle mentre inviò il resto della cavalleria contro i veneziani che avevano già attraversato il fiume. La mossa riuscì, la fanteria veneziana giunta a Brivio fu ricacciata sull'altra sponda del fiume mentre quella sul poggio fu costretta a risalire verso la sommità. Il Sanseverino riuscì a catturare parte del Monte Calco grazie alla cavalleria, in grado caricare sulle spianate della sommità, poi si diresse verso il Monte S.Genesio dove però incontrò una forte resistenza da parte dei veneziani che per due ore lanciarono dall'alto dardi e sassi causando morti e feriti agli sforzeschi e costringendoli a ritirarsi. Nei giorni successivi ci furono ulteriori scaramucce.
La notizia dello scontro nel frattempo era giunta a Milano e Jacopo Piccinino, radunato un contingente di 3 000 fanti e schioppettieri e altrettanti cavalieri, era uscito da Monza marciando verso il Monte di Brianza per soccorrere gli alleati. La notte di quello stesso giorno il Piccinino aveva raggiunto Casatenovo mentre Ruggero Galli, comandante della fanteria, si era spinto fino a Montevecchia, a 5 km dalle posizioni degli sforzeschi.
Avvertito dei movimenti del Piccinino, lo Sforza convocò un consiglio militare in cui si decise di abbandonare il campo con tutto l'esercito per attaccarlo al più presto in modo da eliminarne la minaccia per poi tornare a concentrarsi sui veneziani. Se il Piccinino fosse riuscito a ricongiungersi con gli alleati, infatti, il numero degli avversari unito alla posizione favorevole avrebbero compromesso ogni possibilità di vittoria. Prima di avviare l'ennesima marcia notturna, lo Sforza diede ordine di mantenere accesi i fuochi sul Monte Calco in modo da far credere ai nemici di esservi ancora accampati.
Poco prima dell'alba la cavalleria sforzesca guidata personalmente da Francesco Sforza, dopo aver attraversato la valle di Rovagnate, assaltò il campo del Piccinino che, colto di sorpresa, fu costretto a ripiegare su Monza e i suoi uomini furono inseguiti fin sotto le mura della città. L'accampamento braccesco fu saccheggiato e dato alle fiamme, alcuni bracceschi furono catturati. Ruggero Galli, ormai tagliato fuori, si riunì con i suoi 1 000 fanti al resto dei veneziani e quello stesso giorno gli sforzeschi posero il campo a Montevecchia. Il Malatesta nel frattempo attraversò il fiume con l'esercito e cercò di catturare il Monte Calco per avvicinarsi alle truppe di Piccinino, della cui sconfitta non era stato ancora informato. Giunto presso il colle, martellò con le bombarde una torre presidiata da Giovanni Sforza senza però riuscire a impossessarsene. Cercò quindi di giungere ad un accordo per convincerlo ad arrendersi ma il fratello dello Sforza non volle cedere perciò, oltrepassato l'Adda, decise di ritirarsi in Valle San Martino, lasciando a presidio dei due monti i fanti al comando di Matteo da Sant'Angelo e Ruggero Galli.
I rappresentanti delle più importanti famiglie nobili (i d'Adda di Olginate, i Nava di Barzanò, i Riva di Galbiate, gli Isacchi di Barzago, gli Olgiati e i Canale) con ville e possedimenti terrieri sul Monte di Brianza si recarono all'accampamento sforzesco lamentandosi dei danni provocati dai veneziani, chiedendogli di cacciarli dalla zona e informandolo del fatto che stavano realizzando un nuovo ponte di barche presso Olginate. Lo Sforza in risposta inviò il Sanseverino con la fanteria ad occupare il Monte Barro, che si sorge tra Lecco e Olginate, in modo da osservare i movimenti dei nemici e piombare sulla loro retroguardia.
La gelida mattina del giorno successivo, 28 dicembre, Festa degli Innocenti, lo Sforza si recò personalmente presso le falde del monte Calco e informò i capitani sulle prossime mosse. Il condottiero si era accorto della difficoltà del Malatesta nel rifornire i 4 000 difensori del monte e, considerando anche le rigide temperature, reputava che non sarebbero riusciti a resistere per più di tre giorni una volta tagliate le vettovaglie. Per far ciò però, sarebbe stato necessario catturare la rocca di Airuno, 4 km a nord-ovest del monte Calco, che difendeva le pendici di un colle verso il fiume ed era un passaggio quasi obbligato per i rifornimenti provenienti da Brivio e da Olginate. Gli sforzeschi colpirono la piccola rocca con le bombarde per tutta la mattinata finché la guarnigione a mezzodì finalmente si arrese. Matteo da Sant'Angelo, ormai quasi circondato e nell'impossibilità di ricevere viveri, fu costretto a ritirarsi verso Olginate dove fece smontare il ponte di barche mentre Ruggero Galli decise di passare dalla parte degli sforzeschi dove fu ben accolto. Per ingraziarsi i milanesi, lo Sforza liberò i circa 500 soldati prigionieri non disposti a combattere per lui donando a ciascuno di loro un ducato d'oro.
Volendo impedire ai veneziani di attraversare nuovamente il fiume, lo Sforza ordinò ai suoi uomini di costruire sulla sommità di cinque poggi alle spalle di Brivio altrettante torri di guardia in legno, unite da uno steccato e protette da un fossato. In questo modo gli schioppettieri e le bombarde a presidio delle fortificazioni avrebbero potuto colpire i veneziani sulla sponda opposta del fiume impedendo loro di radunarvisi e di costruire ponti di barche. I lavori furono eseguiti in otto giorni ma furono funestati da continui attacchi da parte dei balestrieri veneziani durante i quali un verrettone ferì gravemente ad un braccio Roberto Sanseverino ma dalla parte veneziana Jacopo Catalano fu ucciso da un colpo di spingarda.

### Conseguenze
La battaglia impedì temporaneamente ai veneziani di rifornire Milano attraversando l'Adda. Nei primi giorni di gennaio gli oratori milanesi Pietro da Oso e Giovanni da Melzo si recarono dal Malatesta lamentando la carestia che stava affrontando la città. Bartolomeo Colleoni, conoscendo bene il territorio, decise di assumere il comando delle operazioni e propose di aggirare il Monte di Brianza attraverso la Valsassina per catturare i castelli sulle sponde del lago sino ad arrivare a Como, in mano alla Repubblica Ambrosiana.